# Tegmentum

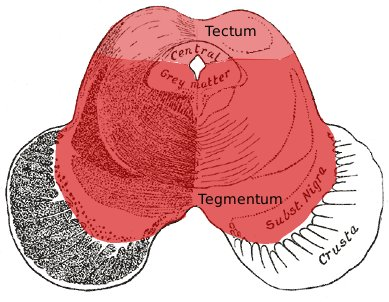
Illustration du tegmentum dans le cerveau humain

Le tegmentum (« couverture » en latin) est une zone sous-corticale de l'encéphale, plus précisément, un réseau de neurones multisynaptique situé dans le tronc cérébral. Très colorée, elle contient la substance noire (ou substentia nigra) et le noyau rouge, ceux-ci sont impliqués dans le maintien de posture mais aussi dans les mouvements volontaires.
Il est divisé en deux parties :
- le tegmentum mésencéphalique, s'étendant de la substance noire jusqu'à l'aqueduc cérébral (ou aqueduc de Sylvius) et du pretectum, dans une section axiale du mésencéphale ;
- le tegmentum pontique, qui se trouve en arrière du basis pontis au niveau du lemniscus médian et s'étend dorsalement au plancher du quatrième ventricule.